# Herb gminy Grębów
Herb gminy Grębów – jeden z symboli gminy Grębów, ustanowiony 28 kwietnia 2009,

## Wygląd i symbolika
Herb przedstawia na tarczy koloru czerwonego złoty korab z blankowaną wieżą (godło z herbu Korab, którym posługiwał się ród Dolańskich), a nad nim skrzyżowane wiosło i włócznia (atrybuty św. Wojciecha, patrona kościoła w Grębowie).